# Венді Крейг
Енн Гвендолін «Венді» Крейг (нар. 20 червня 1934) — англійська акторка, найбільш відома своїми появами в ситкомах «Не на очах у дітей», «…І мама робить трьох», «…І мама робить п'ятьох» і «Метелики». Виконала роль Матрони в серіалі «По-королівськи» (2003—2011).

## Раннє життя
Крейг народилася 20 червня 1934 року у Сакрістоні, графство Дарем, у родини фермера Джорджа Крейга та його дружини Енн (уродженої Ліндсі). Вона відвідувала Даремську середню школу для дівчат, спочатку на денній формі навчання, а потім перебувала цілодобово. У жовтні 2007 року акторка була на відкритті нової будівлі цієї школи, яку назвали на її честь. Вона склала іспит на 11+ і вступила у Дарлінгтонську середню школу. Коли їй було дванадцять років, сім'я переїхала в Піктон, Північний Йоркшир, і вона відвідувала сусідню гімназію Ярм. Акторську майстерність вона опановувала в Центральній школі сценічної мови та драматичного мистецтва, яка тоді базувалася в Королівському Альберт-голі (Лондон).
У 1956 році вона з'явилася в театрі Вест-Енду разом з Робертсоном Гейром у фарсі Джона Дайтона «Людина жива!».

## Кар'єра
Одна з її перших появ на телебаченні була в епізоді серіалу «Небезпечна людина» під назвою «Шибенеця на дереві» (1961) з Патріком Мак-Гуеном. У 1960-х роках Крейг знялася в британських фільмах, як-от «Слуга» (1963) та «Няня» (1965) з Бетт Девіс, але саме її появи в британських ситкомах кінця 1960-х — 1970-х років зробили Крейг загальновідомою, зазвичай виконуючи роль неохайних домогосподарок середнього класу. Вона пройшла шлях від серіалу BBC «Не перед дітьми» (1967—1970) до проєктів ITV: «…І мама робить трьох» (1971—1973), у якому вона зіграла одиноку матір, й у його продовженні «…І мама робить п'ятьох» (1974—1976). Потім Крейг знімалася в успішній телекомедії «Метелики» (1978—1983), яку демонстрували на BBC2.
Крейг повернулася до драматургії з серіалом «Няня» (1981—1983), який вона створила, та була автором кількох епізодів під іменем Джонатан Марр. Цей псевдонім вона використовувала раніше, коли писала сценарій епізодів «…І мама робить п'ятьох». Через двадцять років вона зіграла Матрону в серіалі ITV «По-королівськи» (2003—2011), а також кілька разів з'явилася в телеекранізації роману Джона Голсуорсі «Сага про Форсайтів» 2002 року. Однак, вона продовжувала асоціюватися з комедією, зігравши одну з головних ролей Енні в «Золотих дівчатах» (1993—1994), британській версії однойменного американського ситкому. Вона виконала роль матері Реджі в комедії BBC1 «Реджі Перрін» (2009—2010), оновленому серіалі 1970-х «Падіння та піднесення Реджинальда Перріна».
У 2012 році Крейг з'явився як гість в епізоді кулінарного шоу «Мастершеф» разом із багатьма іншими зірками ситкомів 1970-х років. У 2014 році вона виконала роль в епізоді популярної драми BBC «Вулиця Ватерлоо».
У 2016 році вона з'явилася в ролі Мері Гудман в детективному серіалі ВВС «Смерть у раю». У 2017 році вона виконала роль у другому сезоні драматичного телесеріалу ITV «Незабутий». Також у 2017 році вона знялася в ролі міс Кажаниха в перших трьох сезонах проєкту CBBC «Найгірша відьма». У 2018 році вона отримала роль у серіалі ITV «Еммердейл». У жовтні 2019 року вона зіграла в епізоді серіалу «Лікарі», у якому знімався її колишній партнер по «Метеликам» Брюс Монтаг'ю.

## Особисте життя
Крейг була одружена з тромбоністом, сценаристом і журналістом Джеком Бентлі з 1955 року до його смерті у 1994 році. У шлюбі народилося двоє синів: Аластер (пізніше головний гобоїст Бірмінгемського королівського балету Sinfonia) і, в результаті роману з сером Джоном Мортімером, Росс, який працював консультантом з інформаційних технологій. У 2004 році, почувши, що таємниця розкрита, Венді Крейг відвідала Мортімера для офіційного повідомлення, що в наслідок їхнього роману народився син, якому на той момент було 42 роки. Під час витоку інформації вона знімалась в епізоді «Убивства в Мідсомері». Зірка серіалу Джон Нетлс пізніше сказав, що одним із його улюблених спогадів про серіал було те, що він на знімальний майданчик взяв копію «Дейлі телеграф» із заголовком, який розкривав таємницю.
З 1990-х років Крейг живе в Кукгемі в графстві Беркшир. За заслуги в драматичному мистецтві та благодійність вона стала командором ордена Британської імперії під час новорічних відзнак 2020 року.

## Фільмографія
- Таємне місце (1957)
- Кімната нагорі (1959)
- Порушники розуму (1963)
- Слуга (1963)
- Няня (1965)
- Просто як жінка (1967)
- Я ніколи не забуду, як звати (1967)
- Джозеф Ендрюс (1977)
- Біжи за свою дружиною (2012)
- Найгірша відьма (2017—2019)
- Еммердейл (2018)
- Лікарі (2019)